# خسوف القمر يناير 2019
خسوف القمر الكلّي يناير 2019 بدأ يوم الأحد 20 يناير 2019 في أمريكا الشمالية والجنوبية أول خسوف قمري في عام 2019، ويوم الاثنين 21 يناير عام 2019 صباحًا في أغلب البلاد العربية، وحيث دخل القمر مرحلة شبه الظل في الساعة الرابعة وخمس وثلاثين دقيقة صباحًا تقريبًا بتوقيت القاهرة المحلي واستمرّ هذا الحدث 60 دقيقة 
فيما حالت الظروف الجوية وكثافة السحب من رؤيته ورصده بشكل دقيق في هذه المرحلة لحظة دخوله شبه الظل 
ويكون هذا الخسوف القمري الكلّي حسب وكالة ناسا آخر خسوفٍ يحدث إلى عام 2021 في جميع البلاد وفي أمريكا خصوصًا إلى عام 2022 

## كيفية الحدث
ويحدث الخسوف الكلي للقمر عندما يتعامد القمر مع الشمس والأرض مما يمنحه لونًا أحمر أو دموي لمن يشاهدونه
ويطلق على هذا الخسوف«القمر الدموي» حيث أن لون القمر سوف يكون برتقاليا مائلًا للحمرة خلال فترة الخسوف.
ويرجع تغير لون القمر إلى نشر الذرات الصغيرة التي يتألف منها الغلاف الجوي للأرض للون الأزرق لدى مرور ضوء الشمس عبره، مما يخلف لونا أحمر في معظمه .

## تسمية الظاهرة
ويُطلق عليه البعض من هواة الفلك اسم «قمر الذئب الدموي العملاق» 